# Elecciones parlamentarias de Irak de 1996
Las elecciones parlamentarias de Irak de 1996 se llevaron a cabo el 24 de marzo para escoger a los 250 miembros de la Asamblea Nacional de Irak. Fueron las primeras elecciones en Irak después de la Guerra del Golfo. El país era un estado de partido único dominado por el Partido Baaz Árabe Socialista de Sadam Hussein. Sin embargo, se toleraban algunos partidos opositores para representar al Kurdistán Iraquí. El Partido Baaz obtuvo 161 escaños. La participación electoral se fijo en un 93.5%.
Participaron 689 candidatos. Todos "habían sido aprobados previamente por un comité presidido por el Ministro de Justicia".

## Resultados
| Partido     | Partido                              | Escaños | +/–   |
| ----------- | ------------------------------------ | ------- | ----- |
|             | Partido Baaz Árabe Socialista        | 161     | –46   |
|             | Independientes                       | 83      | +40   |
|             | Partido Demócrata del Kurdistán      | 3       | Nuevo |
|             | Partido Revolucionario del Kurdistán | 2       | Nuevo |
|             | Partido Comunista Iraquí             | 1       | Nuevo |
| Total       | Total                                | 250     | 0     |
| Fuente: IPU |                                      |         |       |